# Geraldo Martins
Geraldo Martins es un político bisáu-guineano. Fue Ministro de Economía y Finanzas en los gobiernos de Domingos Simões Pereira y Carlos Correia entre 2014 y 2016. Desde el 8 de agosto de 2023 hasta el 20 de diciembre de 2023 fue el Primer ministro de Guinea-Bisáu.
Martins es Licenciado en Derecho. Obtuvo una maestría en Gestión y Políticas Públicas de la Universidad de Londres.